# Dirka po Italiji 1938
Dirka po Italiji 1938 (italijansko Giro d'Italia 1938) je 26. izvedba dirke po Italiji, tritedenske moške cestne kolesarske etapne dirke. Začela se je 7. maja v Milanu in končala 29. maja v Milanu. Sodelovalo je 94 kolesarjev iz devetih ekip in sedmih združenj. Rožnato majico je prvič osvojil Giovanni Valetti (Fréjus), drugo mesto Ezio Cecchi, tretje pa Severino Canavesi (oba Gloria–Ambrosiana).

## Ekipe
Klubi
- Bianchi
- Dei
- Fréjus
- Ganna
- Gloria–Ambrosiana
- Legnano
- Lygie–Settebello
- Olympia
- Wolsit–Binda

Združenja
- U. C. Modenese
- Il Littoriale
- La Voce di Mantova
- U.S. Azzini
- U.S. Canelli
- Dopolavoro Mater
- Gruppo A

## Etape
| Etapa | Datum   | Štart/Cilj                           | Razdalja    | Tip         | Tip                  | Zmagovalec              |             |
| ----- | ------- | ------------------------------------ | ----------- | ----------- | -------------------- | ----------------------- | ----------- |
| 1     | 7. maj  | Milano – Torino                      | 182 km      |             | ravninska etapa      | Marco Cimatti (ITA)     |             |
| 2     | 8. maj  | Torino – Sanremo                     | 204 km      |             | gorska etapa         | Mario Vicini (ITA)      |             |
| 3     | 9. maj  | Sanremo – Santa Margherita Ligure    | 172 km      |             | ravninska etapa      | Giovanni Gotti (ITA)    |             |
| 4a    | 10. maj | Santa Margherita Ligure – La Spezia  | 81 km       |             | gorska etapa         | Giovanni Valetti (ITA)  |             |
| 4b    | 10. maj | La Spezia – Montecatini Terme        | 110 km      |             | ravninska etapa      | Walter Generati (ITA)   |             |
|       | 11. maj | dan počitka                          | dan počitka | dan počitka | dan počitka          | dan počitka             | dan počitka |
| 5     | 12. maj | Montecatini Terme – Chianciano Terme | 184 km      |             | ravninska etapa      | Salvatore Crippa (ITA)  |             |
| 6     | 13. maj | Chianciano Terme – Rieti             | 160 km      |             | ravninska etapa      | Adolfo Leoni (ITA)      |             |
| 7a    | 14. maj | Rieti – Monte Terminillo             | 19,8 km     |             | posamični kronometer | Giovanni Valetti (ITA)  |             |
| 7b    | 14. maj | Rieti – Rim                          | 152 km      |             | ravninska etapa      | Cino Cinelli (ITA)      |             |
| 8     | 15. maj | Rim – Neapelj                        | 234 km      |             | ravninska etapa      | Raffaele Di Paco (ITA)  |             |
|       | 16. maj | dan počitka                          | dan počitka | dan počitka | dan počitka          | dan počitka             | dan počitka |
| 9     | 17. maj | Neapelj – Lanciano                   | 221 km      |             | gorska etapa         | Giordano Cottur (ITA)   |             |
| 10    | 18. maj | Lanciano – Ascoli Piceno             | 149 km      |             | ravninska etapa      | Raffaele Di Paco (ITA)  |             |
| 11    | 19. maj | Ascoli Piceno – Ravenna              | 268 km      |             | ravninska etapa      | Cino Cinelli (ITA)      |             |
| 12    | 20. maj | Ravenna – Treviso                    | 199 km      |             | ravninska etapa      | Raffaele Di Paco (ITA)  |             |
|       | 21. maj | dan počitka                          | dan počitka | dan počitka | dan počitka          | dan počitka             | dan počitka |
| 13    | 22. maj | Treviso – Trst                       | 207 km      |             | ravninska etapa      | Cesare Del Cancia (ITA) |             |
| 14    | 23. maj | Trst – Belluno                       | 243 km      |             | gorska etapa         | Olimpio Bizzi (ITA)     |             |
|       | 24. maj | dan počitka                          | dan počitka | dan počitka | dan počitka          | dan počitka             | dan počitka |
| 15    | 25. maj | Belluno – Recoaro Terme              | 154 km      |             | gorska etapa         | Giovanni Valetti (ITA)  |             |
|       | 26. maj | dan počitka                          | dan počitka | dan počitka | dan počitka          | dan počitka             | dan počitka |
| 16    | 27. maj | Recoaro Terme – Bergamo              | 272 km      |             | gorska etapa         | Diego Marabelli (ITA)   |             |
| 17    | 28. maj | Bergamo – Varese                     | 154 km      |             | ravninska etapa      | Cesare Del Cancia (ITA) |             |
| 18a   | 29. maj | Varese – Locarno                     | 100 km      |             | gorska etapa         | Leo Amberg (SUI)        |             |
| 18b   | 29. maj | Locarno – Milano                     | 180 km      |             | gorska etapa         | Olimpio Bizzi (ITA)     |             |
|       | Skupaj  | Skupaj                               | 3645,8 km   | 3645,8 km   | 3645,8 km            | 3645,8 km               | 3645,8 km   |

## Razvrstitev po klasifikacijah
| Etapa  | Zmagovalec        | Rožnata majica ·  | Vodilni kolesar združenj | Gorski seštevek  | Ekipno            | Združenja        |
| ------ | ----------------- | ----------------- | ------------------------ | ---------------- | ----------------- | ---------------- |
| 1      | Marco Cimatti     | Marco Cimatti     | Edoardo Molinar          | brez             | Bianchi           | Il Littoriale    |
| 2      | Mario Vicini      | Mario Vicini      | Settimo Simonini         | Mario Vicini     | Bianchi           | U.S. Canelli     |
| 3      | Giovanni Gotti    | Cesare Del Cancia | Settimo Simonini         | Mario Vicini     | Bianchi           | Il Littoriale    |
| 4a     | Giovanni Valetti  | Cesare Del Cancia | Settimo Simonini         | Mario Vicini     | Bianchi           | Dopolavoro Mater |
| 4b     | Walter Generati   | Cesare Del Cancia | Settimo Simonini         | Mario Vicini     | Bianchi           | Dopolavoro Mater |
| 5      | Salvatore Crippa  | Cesare Del Cancia | Michele Benente          | Giovanni Valetti | Bianchi           | U.S. Canelli     |
| 6      | Adolfo Leoni      | Cesare Del Cancia | Michele Benente          | Giovanni Valetti | Bianchi           | Il Littoriale    |
| 7a     | Giovanni Valetti  | Cesare Del Cancia | Michele Benente          | Giovanni Valetti | Bianchi           | Il Littoriale    |
| 7b     | Cino Cinelli      | Cesare Del Cancia | Michele Benente          | Giovanni Valetti | Bianchi           | Il Littoriale    |
| 8      | Raffaele Di Paco  | Cesare Del Cancia | Michele Benente          | Giovanni Valetti | Bianchi           | Il Littoriale    |
| 9      | Giordano Cottur   | Giovanni Valetti  | Michele Benente          | Giovanni Valetti | Fréjus            | Dopolavoro Mater |
| 10     | Raffaele Di Paco  | Giovanni Valetti  | Michele Benente          | Giovanni Valetti | Fréjus            | Il Littoriale    |
| 11     | Cino Cinelli      | Giovanni Valetti  | Michele Benente          | Giovanni Valetti | Fréjus            | Il Littoriale    |
| 12     | Raffaele Di Paco  | Giovanni Valetti  | Michele Benente          | Giovanni Valetti | Fréjus            | U.S. Canelli     |
| 13     | Cesare Del Cancia | Giovanni Valetti  | Michele Benente          | Giovanni Valetti | Bianchi           | U.S. Canelli     |
| 14     | Olimpio Bizzi     | Giovanni Valetti  | Michele Benente          | Giovanni Valetti | Bianchi           | U.S. Canelli     |
| 15     | Giovanni Valetti  | Giovanni Valetti  | Settimo Simonini         | Giovanni Valetti | Gloria–Ambrosiana | U.S. Canelli     |
| 16     | Diego Marabelli   | Giovanni Valetti  | Settimo Simonini         | Giovanni Valetti | Gloria–Ambrosiana | U.S. Canelli     |
| 17     | Cesare Del Cancia | Giovanni Valetti  | Settimo Simonini         | Giovanni Valetti | Gloria–Ambrosiana | U.S. Canelli     |
| 18a    | Leo Amberg        | Giovanni Valetti  | Settimo Simonini         | Giovanni Valetti | Gloria–Ambrosiana | U.S. Canelli     |
| 18b    | Olimpio Bizzi     | Giovanni Valetti  | Settimo Simonini         | Giovanni Valetti | Gloria–Ambrosiana | U.S. Canelli     |
| Skupaj | Skupaj            | Giovanni Valetti  | Settimo Simonini         | Giovanni Valetti | Gloria–Ambrosiana | U.S. Canelli     |

## Končna razvrstitev
|  | Predstavlja vodilnega v skupnem seštevku |

### Rožnata majica
| Poz. | Kolesar                 | Ekipa             | Čas          |
| ---- | ----------------------- | ----------------- | ------------ |
| 1    | Giovanni Valetti (ITA)  | Fréjus            | 112h 49' 28" |
| 2    | Ezio Cecchi (ITA)       | Gloria–Ambrosiana | + 8' 52"     |
| 3    | Severino Canavesi (ITA) | Gloria–Ambrosiana | + 9' 06"     |
| 4    | Settimo Simonini (ITA)  | U.S. Canelli      | + 15' 50"    |
| 5    | Michele Benente (ITA)   | U.S. Canelli      | + 19' 40"    |
| 6    | Walter Generati (ITA)   | Bianchi           | + 22' 02"    |
| 7    | Cesare Del Cancia (ITA) | Ganna             | + 24' 07"    |
| 8    | Karl Litschi (SUI)      | Olympia           | + 29' 24"    |
| 9    | Ruggero Balli (ITA)     | Bianchi           | + 32' 23"    |
| 10   | Adalino Mealli (ITA)    | Wolsit–Binda      | + 38' 38"    |

### Razvrstitev kolesarjev združenj
| Poz. | Kolesar                  | Združenje        | Čas          |
| ---- | ------------------------ | ---------------- | ------------ |
| 1    | Settimo Simonini (ITA)   | U.S. Canelli     | 113h 05' 17" |
| 2    | Michele Benente (ITA)    | U.S. Canelli     | + 3' 57"     |
| 3    | Richard Menapace (ITA)   | Dopolavoro Mater | + 1h 04' 56" |
| 4    | Remo Cerasa (ITA)        | Il Littoriale    | + 2h 05' 29" |
| 5    | Zoarino Guidi (ITA)      | Il Littoriale    | + 2h 08' 03" |
| 6    | Edgardo Scappini (ITA)   | U.S. Azzini      | + 2h 09' 54" |
| 7    | Fulvio Montini (ITA)     | U.S. Azzini      | + 2h 17' 17" |
| 8    | Ascanio Arcangeli (ITA)  | Il Littoriale    | + 2h 42' 08" |
| 9    | Gilberto De Paolis (ITA) | Dopolavoro Mater | + 2h 43' 12" |
| 10   | Walter Fantini (ITA)     | U.C. Modenese    | + 3h 15' 28" |

### Gorski seštevek
| Poz. | Kolesar                 | Ekipa             | Točke |
| ---- | ----------------------- | ----------------- | ----- |
| 1    | Giovanni Valetti (ITA)  | Fréjus            | 29    |
| 2    | Giordano Cottur (ITA)   | Lygie             | 26    |
| 3    | Ezio Cecchi (ITA)       | Gloria–Ambrosiana | 18    |
| 4    | Settimo Simonini (ITA)  | U.S. Canelli      | 13    |
| 5    | Karl Litschi (SUI)      | Olympia           | 9     |
| 5    | Adalino Mealli (ITA)    | Wolsit–Binda      | 9     |
| 7    | Severino Canavesi (ITA) | Gloria–Ambrosiana | 8     |
| 8    | Bernardo Rogora (ITA)   | Gloria–Ambrosiana | 5     |
| 8    | Michele Benente (ITA)   | U.S. Canelli      | 5     |
| 8    | Olimpio Bizzi (ITA)     | Fréjus            | 5     |

### Ekipna razvrstitev
| Poz. | Ekipa             | Točke        |
| ---- | ----------------- | ------------ |
| 1    | Gloria–Ambrosiana | 340h 5' 28"  |
| 2    | Bianchi           | + 3' 06"     |
| 3    | Fréjus            | + 51' 18"    |
| 4    | Ganna             | + 1h 49' 00" |
| 5    | Wolsit–Binda      | + 4h 22' 32" |
| 6    | Dei               | + 5h 15' 52" |
| 7    | Olympia           | + 9h 11' 44" |

### Razvrstitev združenj
| Poz. | Združenje        | Točke        |
| ---- | ---------------- | ------------ |
| 1    | U.S. Canelli     | 243h 17' 44" |
| 2    | Il Littoriale    | + 2h 53' 47" |
| 3    | Dopolavoro Mater | + 3h 36' 32" |